# Meg Christian

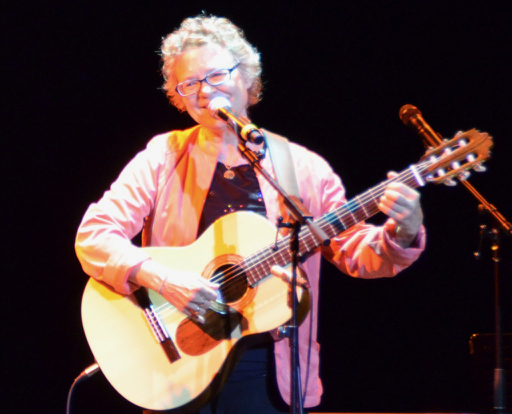
Meg Christian (2013)

Meg Christian (* 1946 in Lynchburg, Virginia) ist eine US-amerikanische Sängerin der Folkmusik.

## Leben
Nach ihrer Schulzeit studierte Christian an der University of North Carolina Musik und Anglistik und zog 1969 nach Washington, D.C. Dort begann Christian als Sängerin in Nachtclubs aufzutreten und schrieb Liedtexte mit feministischen und gesellschaftspolitischen Themen. Christian gehörte zu den Gründungsmitgliedern des Unternehmens Olivia Records, das insbesondere Lieder von Frauen publiziert. In den 1970er Jahren war Christian drei Jahre mit der Musikerin Holly Near zusammen. Christian trat in den 1970er Jahren auf verschiedenen Festivals in den Vereinigten Staaten als Sängerin von US-amerikanischer Volksmusik auf.
1984 begann Christian mit dem Studium von asiatischer Mystik und brachte als Resultat dieser Studien die Alben The Fire of My Love und Songs of Ecstasy heraus. Christian änderte ihren Familiennamen in Shambhavi und ging in den 1980er Jahren in einen Ashram in New York City. 2002 knüpfte Christian an ihre Verbindungen zu Olivia Records an und trat als Sängerin auf verschiedenen Veranstaltungen auf.

## Werke (Auswahl)
- I Know You Know (Olivia Records, 1974)
- Face the Music (Olivia Records, 1977)
- Turning it Over (Olivia Records, 1981)
- Meg & Cris at Carnegie Hall (live gemeinsam mit Cris Williamson, Olivia Records, 1983)
- From the Heart (Olivia Records, 1984)
- Scrapbook (Olivia Records)
- The Fire of My Love (Syda Records, 1986)
- The Best of Meg Christian (Olivia Records, 1990)
- Songs of Ecstasy (Syda Records, 1995)